# Ceratopogon elevatus
Ceratopogon elevatus is een muggensoort uit de familie van de knutten (Ceratopogonidae). De wetenschappelijke naam van de soort is voor het eerst geldig gepubliceerd in 1995 door Borkent & Grogan.